# كازنوري كان
كازنوري كان (باليابانية: 菅 和範) (11 نوفمبر 1985 في إيمباري في اليابان – )؛ هو لاعب كرة قدم ياباني سابق كان يلعب كلاعب وسط.

## وصلات خارجية
- كازنوري كان على موقع رابطة كرة القدم اليابانية للمحترفين (اليابانية)
- كازنوري كان على موقع قاعدة بيانات كرة القدم.إي يو (الإنجليزية)
- كازنوري كان على موقع Soccerway.com (الإنجليزية)
- كازنوري كان على موقع عالم كرة القدم.نت (الإنجليزية)